# مسجد ملانغ الكبير
مسجد ملانغ الكبير (بالاندونيسية: Masjid Agung Malang) هو مسجد يقع في مالانغ في إندونيسيا، تم البدء في بناء المسجد في عام 1890 واكتمل البناء في عام 1903، المسجد هو مربع الشكل صلب الهيكل مع سقفين مبتييت متداخلين، حتى الآن المسجد يحتفظ بتصميمه الأصلي .

## التاريخ
تأسس الجامع الكبير أو جامع مالانج في عام 1890 م على أرض الدولة في أرض مساحتها حوالي 3000 متر مربع، ووفقا للنقوش الموجودة في المسجد، شيد المسجد الجامع على مرحلتين: تم بناء المرحلة الأولى في عام 1890، وبدأت المرحلة الثانية في الخامس عشر من شهر مارس عام 1903 وانتهت يوم الثالث عشر من شهر سبتمبر عام 1903، للمسجد هيكل من الصلب على شكل مربع مع سقفين متداخلين.

## المعمارة
من الشكل الخرجي يتبين أن الجامع الكبير جامع مالانج لديه اثنين من أنماط العمارة هما الهندسة المعمارية الجاوية والعمارة العربية، الطرز المعمارية ترى من سطح المبنى القديم للمسجد، في حين أن الطرز المعمارية العربية ينظر إليها من على قبة المسجد المأذنه والبناء المنحني في مجالات الأبواب وفتحات النوافذ، تم بناء المسجد على أربعة ركائز أساسية من خشب الساج و 20 تشبه شكل القطب المصنوع من 4 أعمدة .

## وصلات خارجية
- موقع وصور المسجد